# Оренбург (городской округ)
Оренбу́рг или го́род Оренбу́рг — административно-территориальная единица (город) и одноимённое муниципальное образование (городской округ) в Оренбургской области Российской Федерации.
Административный центр — город Оренбург.

## История
В ходе муниципальной реформы, проведённой после принятия федерального закона 2003 года «Об общих принципах организации местного самоуправления в Российской Федерации», в Оренбургской области были сформированы городские округа, городские и сельские поселения, муниципальные районы.
Муниципальное образование «город Оренбург» было образовано в ходе реализации муниципальной реформы 1 января 2006 года.

## Население
| 2002     | 2003     | 2004     | 2005     | 2006     | 2007     | 2008     | 2009     | 2010     |
| -------- | -------- | -------- | -------- | -------- | -------- | -------- | -------- | -------- |
| 565 141  | ↘563 900 | ↘558 300 | ↘554 000 | ↘549 200 | ↘544 631 | ↘541 279 | ↘539 180 | ↗563 876 |
| 2011     | 2012     | 2013     | 2014     | 2015     | 2016     | 2017     | 2018     | 2019     |
| ↗564 228 | ↗570 329 | ↗571 752 | ↗575 588 | ↗576 808 | ↗578 014 | ↗579 677 | ↗579 840 | ↗580 261 |
| 2020     | 2021     | 2024     |          |          |          |          |          |          |
| ↗586 987 | ↘557 496 | ↘550 344 |          |          |          |          |          |          |

### Урбанизация
В городских условиях (город Оренбург) проживают 97.55 % населения городского округа.

## Состав городского округа
В состав городского округа входят 11 населённых пунктов:
| №  | Населённый пункт | Тип населённого пункта        | Население |
| -- | ---------------- | ----------------------------- | --------- |
| 1  | Бердянка         | посёлок                       | 710       |
| 2  | Городище         | село                          | 2371      |
| 3  | Каргала          | посёлок                       | ↘1946     |
| 4  | Краснохолм       | село                          | ↘5032     |
| 5  | Красный Партизан | посёлок                       | 266       |
| 6  | Нижнесакмарский  | посёлок                       | 1656      |
| 7  | Оренбург         | город, административный центр | ↘536 862  |
| 8  | Пруды            | село                          | 685       |
| 9  | Самородово       | посёлок                       | 1629      |
| 10 | Троицкий         | посёлок                       | 280       |
| 11 | Холодные Ключи   | посёлок                       | 196       |

## Местное самоуправление
Глава города Оренбурга: Сергей Александрович Салмин.

## Экономика
Город Оренбург является ведущим промышленным городом Оренбургской области, на территории муниципального образования осуществляют деятельность более 30 промышленных предприятий.